# Vol Middle East Airlines 438
Le 1er janvier 1976, un Boeing 720 assurant le vol Middle East Airlines 438, un vol international régulier entre Beyrouth, au Liban, et Mascate, au sultanat d'Oman, avec une escale à Abou Dabi, aux Émirats arabes unis, a été détruit en vol par l'explosion d'une bombe, tuant les 81 personnes à bord. Les responsables de l'attentat n'ont jamais été identifiés.

## Avion
L'appareil impliqué est un Boeing 720-023B, qui a effectué son premier vol le 23 septembre 1960. L'avion a été immatriculé N7534A et a été livré à American Airlines le 10 octobre de la même année. Puis, le 3 mars 1972, il a été vendu à Middle East Airlines, où il a été réimmatriculé OD-AFT.

## Déroulement de l'attentat
À 02h10, le vol 438 a décollé de l'aéroport international de Beyrouth - Rafic Hariri, avec 15 membres d'équipage et 66 passagers à bord. L'appareil est à son altitude de croisière, entre Beyrouth et Abou Dabi quand, à 05h30, soit 1h40 après le départ, une bombe explose dans la partie avant de la soute à bagage. L'avion se désintégre à une altitude de 37 100 pieds (11 300 mètres), et les différents morceaux de l'appareil s'écrasent à 37 km au nord-ouest de Qaisumah, en Arabie saoudite. 
À l'époque, cet accident est la catastrophe aérienne la plus meurtrière survenue en Arabie saoudite. Il s'agit également de la deuxième catastrophe aérienne la plus meurtrière impliquant un Boeing 720, après celle du vol Pakistan International Airlines 705. 

## Enquête
Selon plusieurs rapports, la bombe a été posée à bord de l'appareil par des militants omanais. Le minuteur de la bombe a été réglé pour que la bombe explose après son atterrissage à l'aéroport international de Mascate, la mort des passagers et membres d'équipage n'étant pas le but des militants. 
Le vol 438 devait, à l'origine, être exploité par un Boeing 747, mais un problème technique a été découvert, nécessitant l'utilisation d'un Boeing 720 à la place. L'embarquement et le chargement des bagages dans ce nouvel appareil ont retardé le vol, provoquant l'explosion précoce de la bombe alors que l'avion est encore en croisière.